# Die Stewardessen
Die Stewardessen ist eine Schweizer Erotik-Komödie im Doku-Stil aus dem Jahr 1971. Regie führte Erwin C. Dietrich. Die Werbung erweiterte den Filmtitel um die Tagline „Sie fliegen durch die Lüfte, Vögeln gleich“.

## Inhalt
Die Stewardessen ist ein Episodenfilm, der von den amourösen Affären der drei Stewardessen Evelyn, Ingrid und Jenny handelt. In jeder der Städte, die das Flugzeug der drei Stewardessen anfliegt, kommt es zu einem neuen sexuellen Abenteuer.

## Bemerkungen
Regisseur Erwin C. Dietrich filmte im selben Jahr mit weitgehend derselben Crew und Teilen der Besetzung (unter anderem Steeger, Traeger, Siegel, Wilczewski) den Film Blutjunge Verführerinnen, der ebenfalls im Stile eines Tatsachenreports verfilmt wurde. Beide Filme stehen somit in der Tradition des erfolgreichen Schulmädchen-Reports. Regisseur und Autor Dietrich benutzte für den Film die Pseudonyme Michael Thomas (Regie) und Manfred Gregor (Drehbuch). Produziert wurde der Film von VIP. Zunächst war er ab 18 Jahren freigegeben, eine Neubewertung bei der FSK senkte das Freigabealter auf 16 Jahre.
Um den Film aufzupeppen und dem Kinopublikum legal etwas Pornografie zu bieten, wurden in einer in Kopenhagen spielenden Szene im Hintergrund einige dänische Pornofilmsequenzen eingebaut, die von einer weiblichen Stimme abfällig kommentiert werden. in München protestierten echte Stewardessen gegen den Film.
In den USA wurde der Film unter dem Titel The Swingin’ Stewardesses von der Verleihfirma Hemisphere Pictures in einer synchronisierten Fassung angeboten, seit 1979 von mehreren Anbietern auf Video und seit 2006 auch auf DVD unter Titeln wie Naked Stewardesses oder Sweet Sensations veröffentlicht. Es gibt eine ungeschnittene Fassung von 80 Minuten und eine geschnittene Version von 71 Minuten. Der Report-Charakter des Films wurde vom britischen Verleih durch den Titel Stewardesses Report aufgenommen. 2014 erfolgte eine vom 35-mm-Negativ abgetastete Neuauflage auf DVD im Rahmen der New Ingrid Steeger Collection veröffentlicht wurde, 2015 auch auf Blu-ray. Nach Informationen aus den Extras der DVD-Veröffentlichung des Steeger-Films Die Sex-Abenteuer der drei Musketiere erreichte der Film die Spitze der US-Kinocharts. Zudem soll Swiss Air 40 der Filmplakate geordert haben. Von diesen gibt es mehrere Varianten, wobei eines mit der Tagline „Sie fliegen durch die Lüfte [,] Vögeln gleich“ auffällt, ein anderes mit dem Kopf einer Frau, die in der Hand ein Flugzeug hält und Oralverkehr andeutet.

## Deutsche Synchronisation
Wie viele dieser Filme wurde auch Die Stewardessen ohne Ton aufgenommen und dann nachsynchronisiert. Beteiligte Synchronsprecher sind unter anderem Arne Elsholtz, Thomas Danneberg, Joachim Kemmer, Andreas Mannkopff (welcher sich hier selbst spricht) und Friedrich W. Bauschulte.

## Kritik
„Einige nackte Mädchen und viele Postkartenbilder von europäischen Großstädten sind die visuellen Zutaten eines Films über die Affären dreier Stewardessen. – Wir raten ab“

„Trotz seiner nur 81 Minuten Laufzeit, fühlt sich „Die Stewardessen“ sehr viel länger an. Was daran liegt, dass beinah die Hälfte der relativ kurzen Spielzeit aus Sightseeing-Aufnahmen besteht, in denen diverse Stewardessen in den Hauptstädten Europas lustwandeln.“

Das Filmforum Bremen bescheinigt dem Film in einer umfassenden Kritik anlässlich einer Neuveröffentlichung auf DVD 2014 trotz der für das Genre üblichen Kritikpunkte zumindest für eine Szene „eine selbstreflexive Wendung“. Zudem wird positiv hervorgehoben, dass Regisseur Dietrich an einer Stelle den schlechten Umgang mit Gastarbeitern in der Schweiz kritisch reflektiert.